# Less waste
Less waste (z ang. „mniej odpadów”, „mniej marnowania”) – procesy i praktyki mające na celu zmniejszenie ilości wytwarzanych odpadów. Zmniejszając lub eliminując wytwarzanie szkodliwych i trwałych odpadów, wspierane są wysiłki na rzecz promowania bardziej zrównoważonego społeczeństwa. Minimalizacja wytwarzania odpadów obejmuje przeprojektowanie produktów i procesów i/lub zmianę społecznych wzorców konsumpcji i produkcji.